# Cladosporium uredinicola
Cladosporium uredinicola is een hyperparasiet op onder andere viooltjesroest, die behoort tot het geslacht Cladosporium. Cladosporium uredinicola parasiteert vooral op de spermogonia en aecia van de roesten, maar komt ook voor op echte meeldauw en valse meeldauw-soorten.
De meestal rechtopstaande, vaak enigszins kronkelige, meestal onvertakte conidioforen zijn lichtbruin en hebben 0-8 septen. De bleek olijfbruine, spoelvormige, 2-6,5(-8) µm grote conidiën komen meestal in vertakte ketens voor en hebben 0-2(-3) septen.

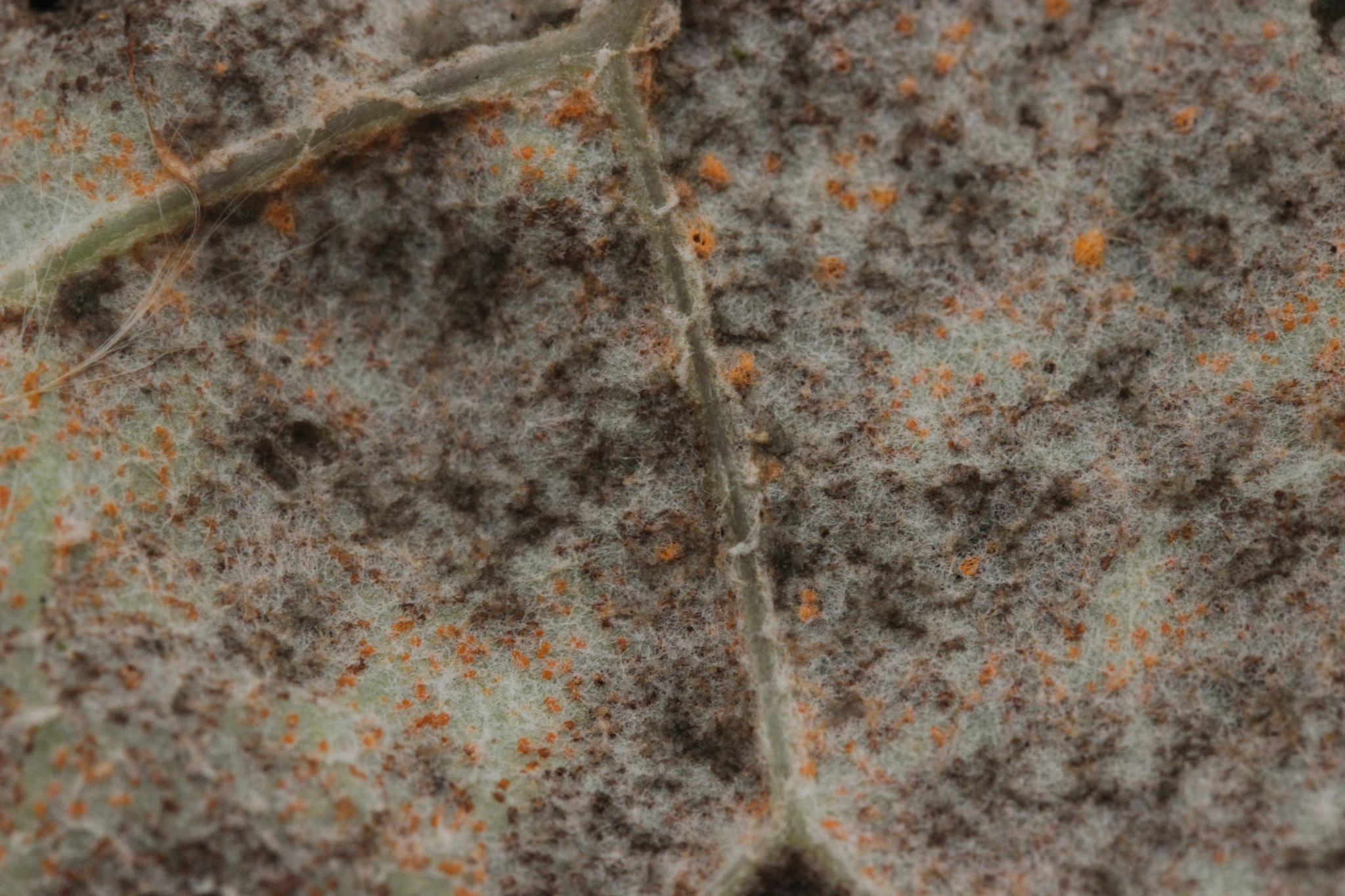
Cladosporium uredinicola op Coleosporium tussilaginis
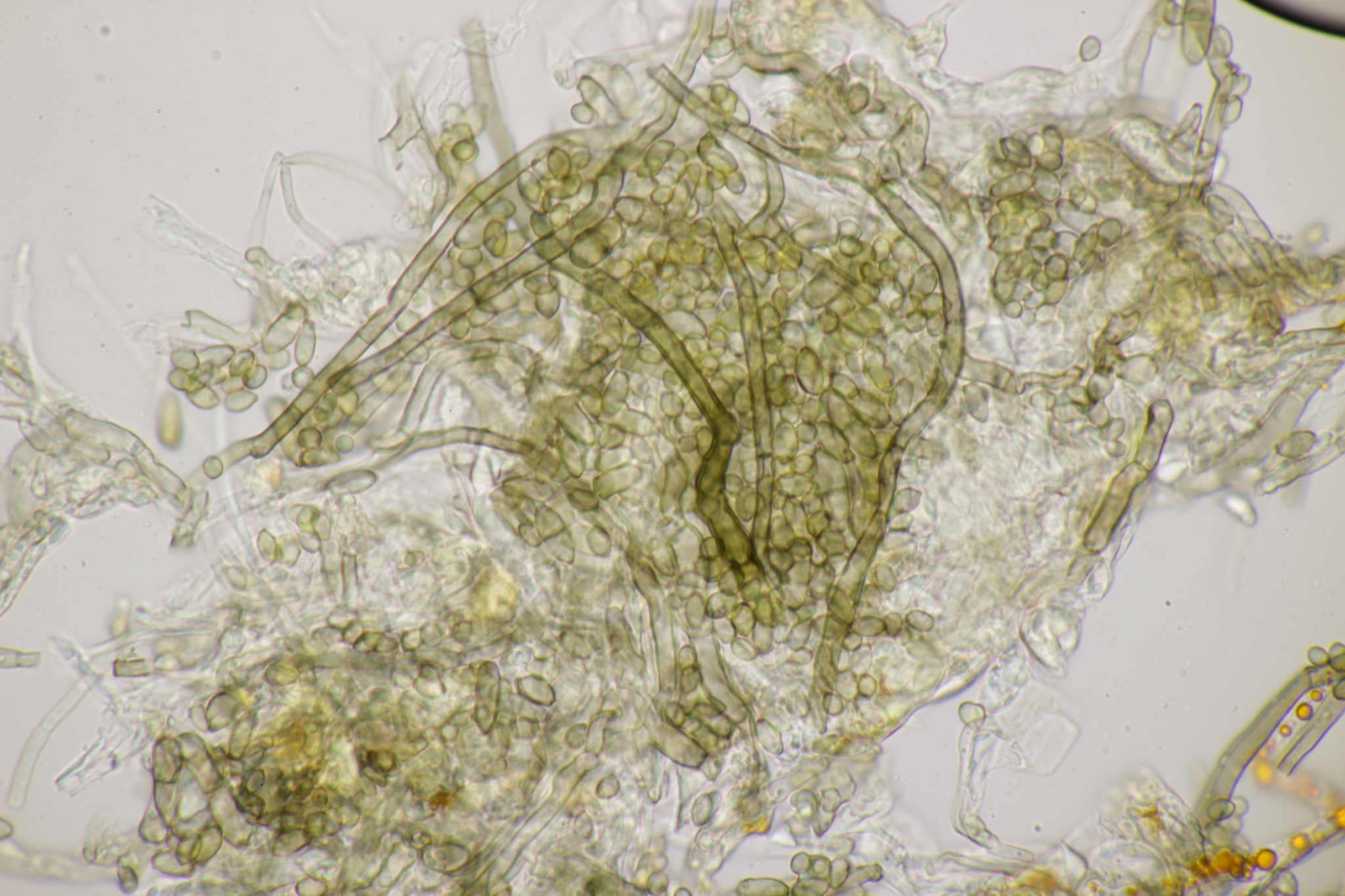
Conidiën en conidioforen op Coleosporium tussilaginis